# 新坎塔庫濟夫卡
47°35′3″N 31°12′34″E / 47.58417°N 31.20944°E
新坎塔庫濟夫卡（烏克蘭語：Новокантакузівка），是烏克蘭南部的村莊，隸屬尼古拉耶夫州的沃茲涅先斯克區。該村面積1平方公里，海拔高度9米，2001年人口227，人口密度每平方公里227人。